# Spilosmylus nesaeus
Spilosmylus nesaeus is een insect uit de familie watergaasvliegen (Osmylidae), die tot de orde netvleugeligen (Neuroptera) behoort. 
Spilosmylus nesaeus is voor het eerst wetenschappelijk beschreven door Navás in 1940. De soort komt voor in de Comoren.